# Sabine Klausner
Sabine Klausner (* 13. Juni 1977 in Schwarzach im Pongau) ist eine österreichische Politikerin der Sozialdemokratischen Partei Österreichs (SPÖ). Seit dem 20. Dezember 2017 ist sie Abgeordnete zum Salzburger Landtag.

## Leben

### Ausbildung und Beruf
Sabine Klausner besuchte nach der Volksschule in Bischofshofen das Bundesgymnasium in St. Johann im Pongau, wo sie 1995 maturierte. Anschließend begann sie ein Studium der Rechtswissenschaften an der Universität Salzburg, das Studium schloss sie 2000 als Magistra ab. 2001/02 absolvierte sie einen Wirtschaftsjuristenlehrgang an der Universität Salzburg, das Gerichtspraktikum absolvierte sie 2001 am Bezirksgericht Werfen und am Landesgericht Salzburg, außerdem machte sie ein Praktikum beim Verbindungsbüro des Landes Salzburg zur Europäischen Union in Brüssel. 2002 promovierte sie zum Dr. iur. Seit 2003 ist sie als Juristin für die Wüstenrot-Gruppe in Salzburg tätig. 2012/13 absolvierte sie einen Lehrgang in Human Resource Management.

### Politik
Sabine Klausner ist seit 2004 Mitglied der Gemeindevertretung und seit 2014 Stadträtin für Soziales, Familien und Senioren in Bischofshofen. Seit 2004 gehört sie außerdem dem Bezirksparteivorstand der SPÖ Pongau und seit 2005 dem Landesparteivorstand der SPÖ Salzburg an. Am 20. Dezember 2017 wurde sie in der 15. Gesetzgebungsperiode als Abgeordnete zum Salzburger Landtag angelobt, wo sie als Bereichssprecherin für Tourismus, Ehrenamt, Sicherheit und Blaulichtwesen, Umweltschutz sowie Senioren und Generationen fungiert und dem Finanzüberwachungsausschuss und dem Ausschuss für Raumordnung, Umwelt- und Naturschutz angehört. Als Landtagsabgeordnete folgte sie damit Othmar Schneglberger nach, der sich aus beruflichen Gründen aus der Landespolitik zurückzog. Bei der Landtagswahl in Salzburg 2018 kandidierte sie für die SPÖ als Spitzenkandidatin im Bezirk Pongau.